# Плугів
Плу́гів — село в Україні, у Золочівському районі Львівської області.  Орган місцевого самоврядування — Золочівська об'єднана громада. Населення становить 809 осіб.

## Географія
Село розташоване в Золочівській улоговині посеред мальовничих висот Подільської височини; на межі геоморфологічних районів Гологори і Вороняки; в кінці крутого уступу Розточчя та Поділля.
Тут проходить Європейський вододіл між басейнами Чорного і Балтійського морів:
- річка Золочівка, що протікає через село, є притокою Західного Бугу;
- річка Стрипа з притоками, що бере свій початок в сусідніх селах (Підлипці та Поляни), є притокою Дністра.

## Населення
Перепис 1989 року зафіксував у селі 822 мешканців. 

### Мова
Розподіл населення за рідною мовою за даними перепису 2001 року:
| Мова       | Кількість | Відсоток |
| ---------- | --------- | -------- |
| українська | 805       | 99.51%   |
| російська  | 3         | 0.37%    |
| вірменська | 1         | 0.12%    |
| Усього     | 809       | 100%     |

## Історія
Перша згадка про село Плугів сягає 1469 року. Саме тоді пан Свинка показував королівським ревізорам «акт вічного надання». Село звалося тоді Плєхов, а в пізніших актах – Плухів. У 1477 році Павло син Яна із Сенна, власник Олеська, позичив у Петровського 60 гривень, за що віддав йому село Плугів. За ревізією 1515 року село належало Золочівському ключу Львівської землі, на території якого знаходилось 10 ланів землі, заселених селянами, а також ручний млин.
У 1532 році Станіслав Сєнєнський продав феодалу Андрію Гурці місто Золочів із навколишніми селами серед ких був Плугів. Феодал Гурка був змушений звільнити мешканців від податків на 14 років, щоб вони могли відбудувати свої садиби, знищені частими війнами, набігами татар і турків.
1598 року Марек Собеський купив Плугів та багато інших сіл у Зборовських. Селяни платили йому данину в розмірі 100 польських злотих на Зелені свята, відробляли панщину: косили сіножаті та працювали в полі на жнивах.
14 вересня 1604 року в селі зупинялося українсько-польське військо яке 20 червня 1605 року захопило Москву.
У 1649 році село та його околиці були спустошені татарами, представник села заявив Софії Теофілії Собеській, що через спустошення села не зміг вибрати податків, бо люди вимерли.
У 1672 році Плугів був захоплений татарами. Село було знищене. Вигляд тодішнього села описаний у «Anegtotes» 1687 року: «Село по недавнім знищенні татрами, мало всього кількадесят хат, сплетених наскоро з галуззя, є розкинене в долині в лісових горбках. Над потоком клекотіло кілька млинів, а в середині стояла нужденна корчма».

В 1749 році митрополит Атанасій Шептицький своєю грамотю виданою в Уневі затвердив статут братства при церкві св. Параскеви у Плугові.

На час скасування панщини в Плугові 87 дворів мали від 14 до 16 моргів землі. Крім цього, 42 господарства мали у своєму користуванні від 570 санжів до 4 моргів землі. Заможніші селяни працювали менше і замість панщини часто платили викуп, який становив 28 тис. франків протягом 20 років.
Під час Австрійського панування біля Плугова були засновані німецькі колонії Броніславівка і Казимирівка. У 1860-х роках XIX століття село було поділене на дві частини: до колії — Закути, а друга — Плугівщина. В 1856 році була перша громадська школа. У Броніславівні існувала з 1867 року німецька «етатова» школа.
1869 року розпочалося будівництво моста через Золочівку. Він складався з двох металевих ферм завдовжки 100 метрів. Ферми закріплені на трьох опорах з твердої пород тесаного каміння, яке з’єднували міцним розчином. Металеві конструкції виготовляли на заводах Арциксенція Альбрехта і місті Цешині в Шльонську. Металеві ферми великих розмірів з’єднували по детально на місці будівництва. Окремі елементи мосту з'єднували шляхом ковальської клепки.
На початку грудня 1870 року закінчилися будівельні роботи. У 1871 році почалося будівництво заставленої дороги через село Плугів. Багато селян взяло участь у роботах по будівництву залізниці. У 1884 році в селі було 234 будинки, 1178 мешканців. В 1914 році залізничний міст було заміновано і знищено. В 1917 році збудовано дерев’яний міст, набагато менший, але наступного року його було спалено.
1922 року розпочалося будівництво теперішнього моста, завершено у 1926. Будували його поляки. Камінь завозили з Тернопільщини.

## Визначні пам'ятки та інфраструктура

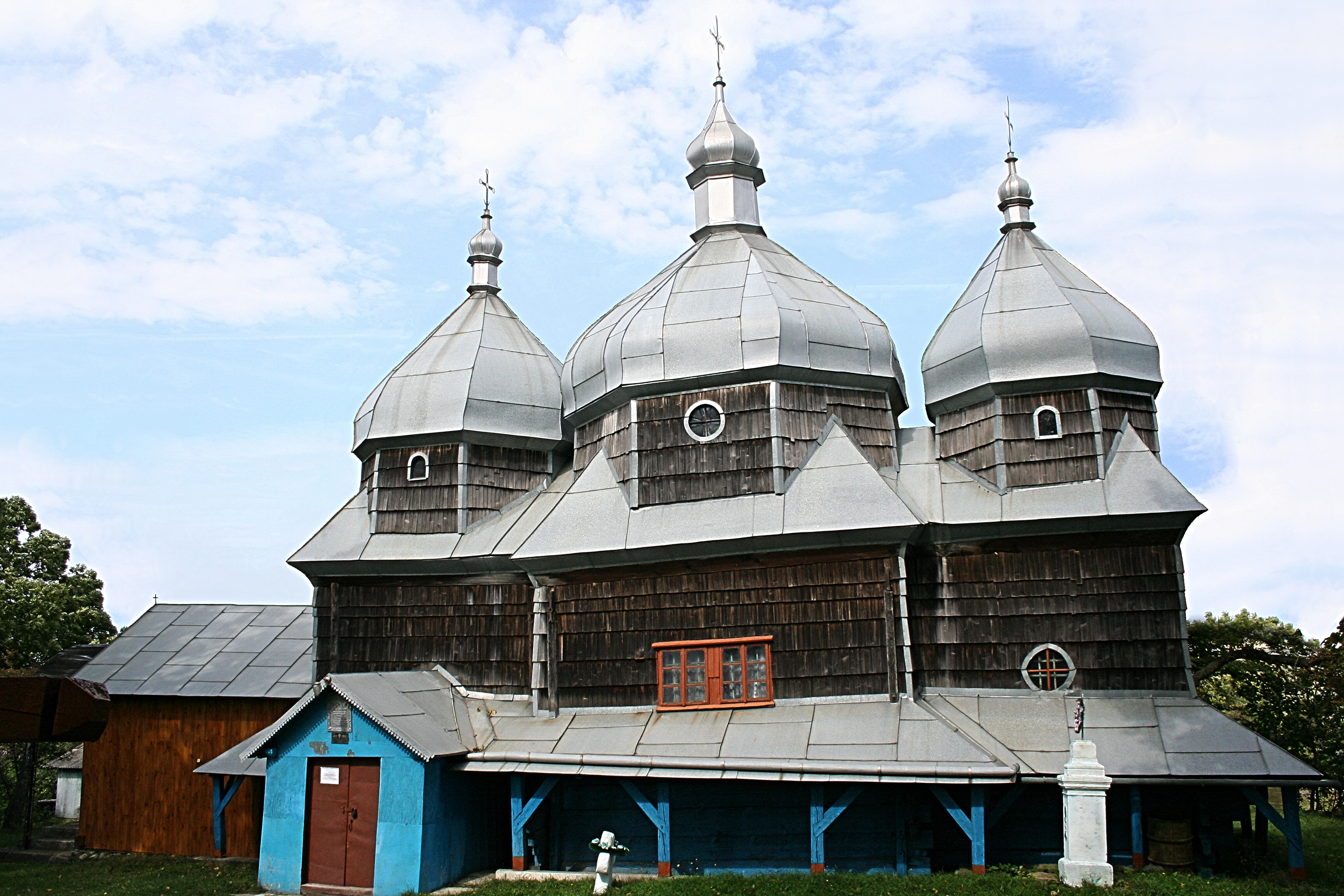
Церква святої Параскевії 1645 року

Село славилося двома церквами, збудованими у першій половині XVII століття.
Церква положення ризи Пресвятої Богородиці стояла на горбі, між могилами, де спочивали козаки, що під проводом гетьмана Б. Хмельницького билися з поляками під Золочевом, надгробні хрести яких, на жаль, не збереглися. В цій церкві відправлялися Богослужби кілька разів на рік. Прибирали там переважно перд святами.
У 1675 році церква на Зеленій горі була спалена, частина селян, що були на молебні татари забрали в Ясир. Була серед них і красива дівчина з роду Зелених яка у неволі вона вийшла заміж за заможного татарина, повернулася до села і передала грошей на відбудову церкви.
У 1677 році жителі села закупили нову дерев'яну церкву в Поморянах і спорудили її на місці спаленої. 
1911 року її покрили бляхою. У 1944 році її замінували німецькі війська така як там знаходилася перехідна лінія між другою і третьою смугою оборони німців, згодом церква разом із дзвіницею була підірвана. На її місці тепер височить дерев’яний хрест, як знак святого місця. За часів незалежності поруч зведено нову муровану церкву.
Церква святої Параскевії розташована на високому горбі, стоїть на дубових підвалинах, зведена зі смерекових брусків, з трьома верхами випровадженими вісімкою, крита ґонтом. Збудована у 1645 році. Церква зведена на місці попередньої дерев’яної церкви. Стіни церкви вкриті розписами XIX століття. Чотириярусний іконостас 1740 року з горизонтальним укладом ярусів, доброї роботи, оздоблений майстерною різьбою ренесансового типу з рисами бароко.
Обидві церкви були споруджені подільськими народними умільцями з дерев’яних колод без жодного цвяха і криті ґонтоми у формі хреста з банею посередині.

## Транспорт
Через село проходять автошлях національного значення Н02 та залізниця, на якій знаходиться пасажирський залізничний зупинний пункт Зарваниця приміських електропоїздів сполученням Львів — Тернопіль.

## Відомі особи
- Юрій Горліс-Горський — український військовий і громадський діяч, старшина Армії УНР, письменник, проживав у селі[6].
- Антон Шмигельський — український поет та військовий журналіст[7].
- Галамай Степан Петрович — український юрист, громадський діяч, журналіст, мемуарист, член ОУН та проводу ОУН.